# Olekszandr Olekszandrovics Kovpak
Olekszandr Olekszandrovics Kovpak (ukránul: Ковпак Олександр Олександрович; Szmela, Szovjetunió, 1983. február 2. –) ukrán labdarúgó, a Vorszkla Poltava csatára.